# Трептов-Кёпеник

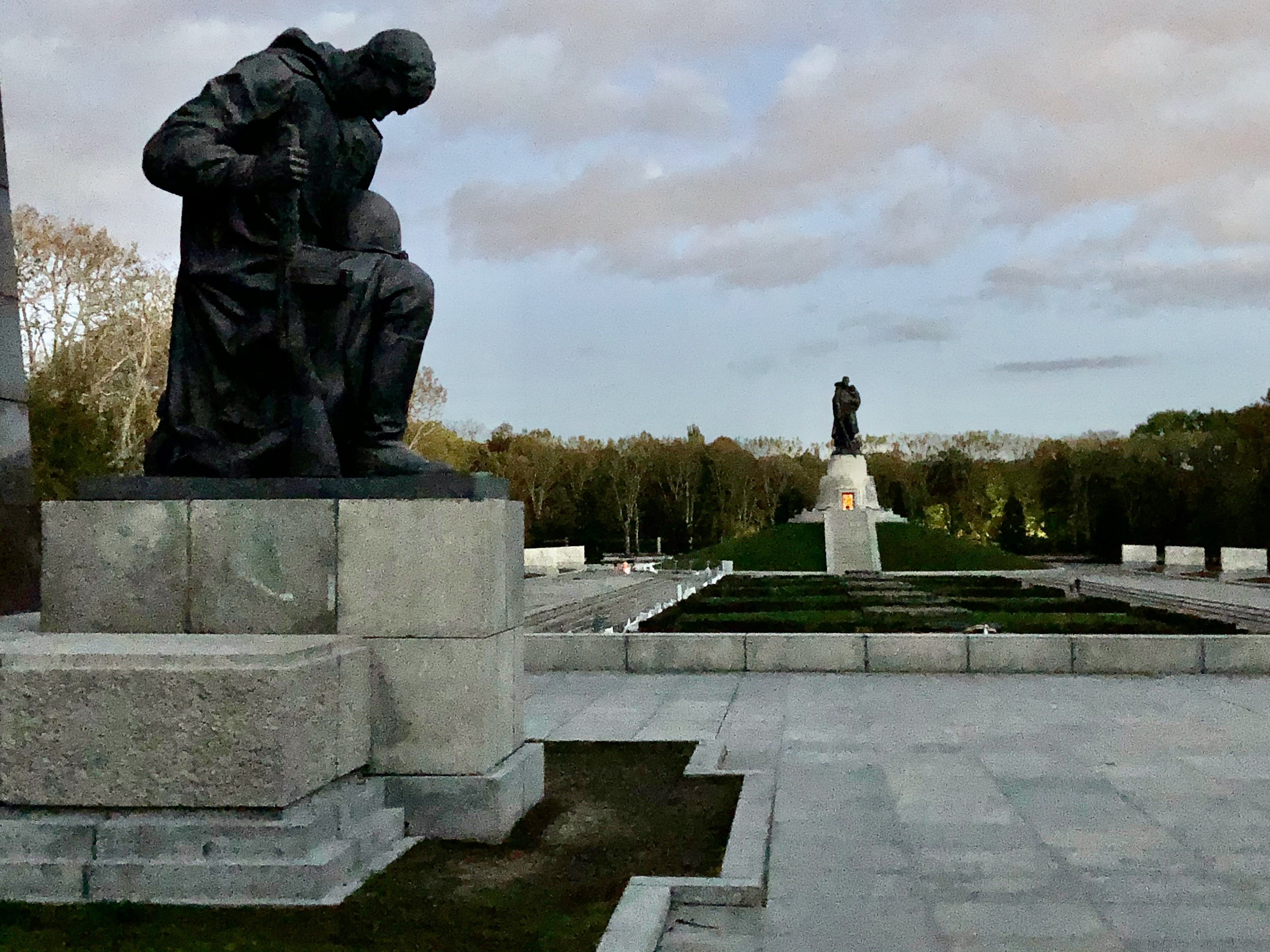
Трептов парк

Трептов-Кёпеник (нем. Treptow-Köpenick) — девятый административный округ Берлина. Образован после административной реформы в 2001 году путем слияния ранее независимых округов Трептов и Кёпеник. Население на 31 декабря 2020 года — 276 165 человек.

## Расположение
Округ расположен на юго-востоке Берлина и является крупнейшим округом города. Характеризуется обширными лесными массивами и акваториями. Самое большое озеро Берлина — Мюггельзе, находится в Трептов-Кёпенике.
Граничит на севере с округами Фридрихсхайн-Кройцберг, Лихтенберг и Марцан-Хеллерсдорф. На западе граничит с Нойкёльном, на юге и востоке округ граничит с землей Бранденбург.

## Население
На 31 декабря 2020 года в Трептов-Кёпенике проживало 276 165 жителей на общей площади в 168,4 квадратных километра. Средняя плотность населения составила 1640 человека на квадратный километр — что делает его округом с самым низким значением среди всех берлинских административных округов.

## Районы в составе округа Трептов-Кёпеник
- 0901 Альт-Трептов (нем. Alt-Treptow)
- 0902 Плентервальд[англ.] (нем. Plänterwald)
- 0903 Баумшуленвег[англ.] (нем. Baumschulenweg)
- 0904 Йоханнисталь (нем. Johannisthal)
- 0905 Нидершёневайде[англ.] (нем. Niederschöneweide)
- 0906 Альтглиникке (нем. Altglienicke)
- 0907 Адлерсхоф (нем. Adlershof)
- 0908 Бонсдорф[англ.] (нем. Bohnsdorf)
- 0909 Обершёневайде (нем. Oberschöneweide)
- 0910 Кёпеник (нем. Köpenick)
- 0911 Фридрихсхаген[англ.] (нем. Friedrichshagen)
- 0912 Рансдорф (нем. Rahnsdorf)
- 0913 Грюнау[англ.] (нем. Grünau)
- 0914 Мюггельхайм[англ.] (нем. Müggelheim)
- 0915 Шмёквиц (нем. Schmöckwitz)

## Достопримечательности

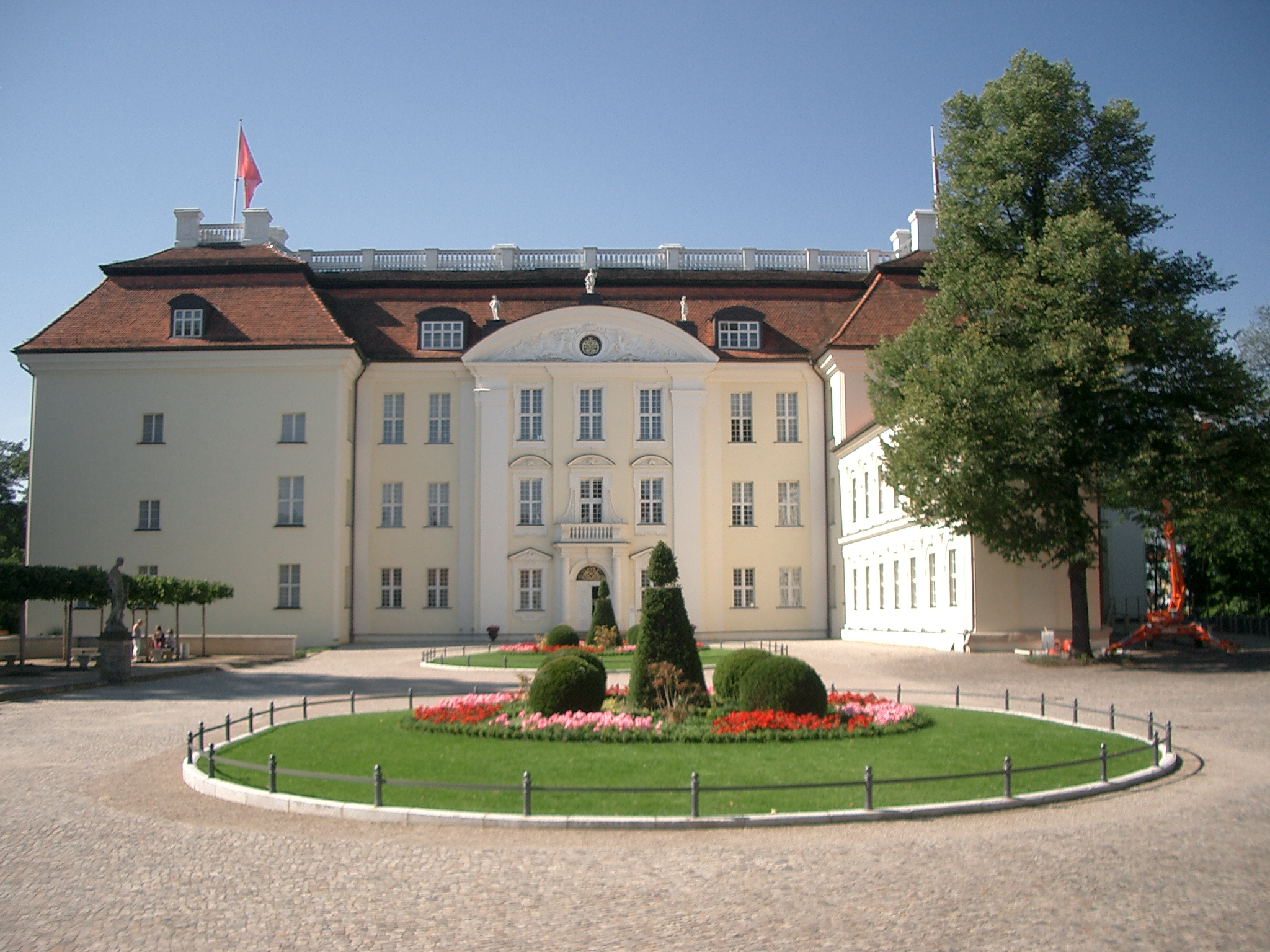
Кёпеник (дворец) с музеем прикладного искусства

- Кёпеник (дворец)
- Парк миниатюр Берлин-Бранденбург
- Обсерватория Архенхольда
- Трептов-парк
- Воин-освободитель